# Улица Петра Болбочана (Киев)
Улица Петра́ Болбоча́на — улица в Печерском районе Киева, (историческая местность Зверинец). Пролегает от бульвара Леси Украинки до тупика.

## История
Улица появилась в XIX веке под названием Церковная (поблизости располагалась церковь Рождества Иоанна Предтечи, снесённая в 1950-х).
С 1940 года улица называлась Лейтенантской, по расположенному вдоль неё бывшему Суворовскому училищу (название было подтверждено в 1944).
С 1977 — улица Командарма Каменева, в честь российского революционера и советского военачальника Сергея Каменева.
Нынешнее название — в честь украинского военного деятеля, полковника Армии УНР Петра Болбочана (с 17 декабря 2015).

## Учреждения
- Совет национальной безопасности и обороны Украины (дом 8);
- Окружной административный суд Киева (д. 8, корп. 1).